# Longepierre
Longepierre è un comune francese di 161 abitanti situato nel dipartimento della Saona e Loira nella regione della Borgogna-Franca Contea.

## Storia

### Simboli
Lo stemma comunale è stato adottato nell'aprile del 2014. La banda deriva dal blasone della famiglia de Longwy (d'azzurro, alla banda d'oro) mentre  santo Stefano è il patrono del paese.

## Società

### Evoluzione demografica
Abitanti censiti
Nel 2012 contava 180 abitanti.